# Miltochrista yuennanensis
Miltochrista yuennanensis är en fjärilsart som beskrevs av Daniel 1952. Miltochrista yuennanensis ingår i släktet Miltochrista och familjen björnspinnare. Inga underarter finns listade i Catalogue of Life.